# Deputazione di Storia Patria per le Venezie
La Deputazione di Storia Patria per le Venezie è una associazione storico-scientifica di Venezia. Esiste dal 1873 ed è uno degli attuali Enti di questo tipo esistenti in quasi ogni provincia d'Italia.

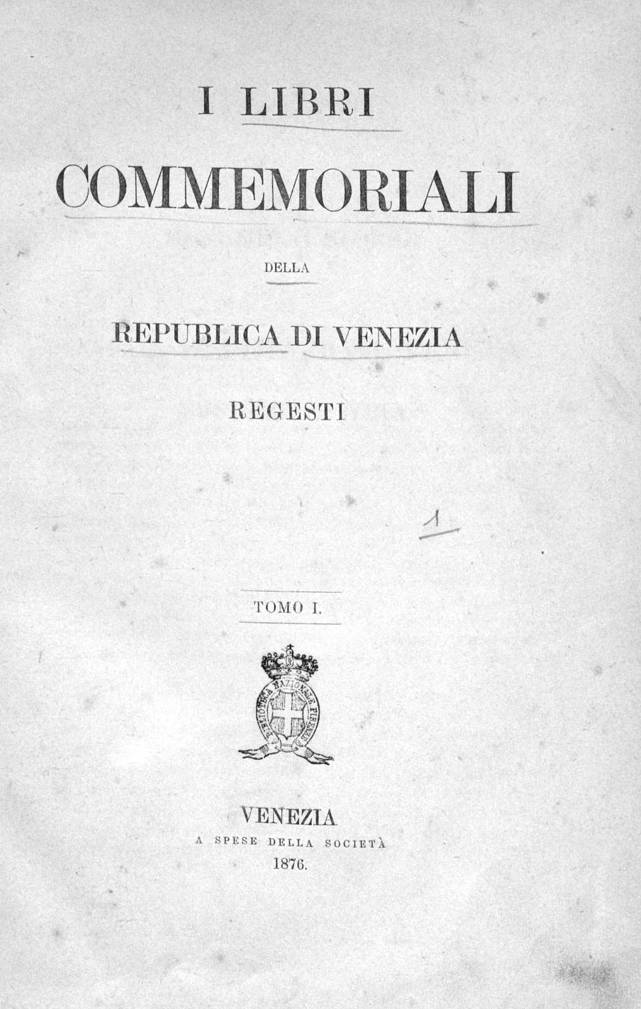
I libri commemoriali della Repubblica di Venezia, 1914

## Compiti istituzionali
Il suo compito è dalla fondazione lo studio della storia delle Tre Venezie: Veneto, Trentino-Alto Adige, Venezia Giulia e per esteso le zone adriatiche. Inoltre copre la storia della Repubblica di Venezia con tutte le informazioni e i territori fino al 1797, cioè fino alla fine della Repubblica sotto il dominio veneziano, in particolare il suo impero coloniale.

## Membri
La Deputazione si compone di 50 membri (soci effettivi), a cui si aggiunge un numero di soci onorari e corrispondenti che vivono di fuori della regione Veneto; non limitato dall'atto costitutivo; ulteriori 80 membri corrispondenti all'interno della regione. Il numero è limitato a un massimo di 200 membri. Presidente è stato fino al 2019 (anno della morte) Federico Seneca, cui è succeduto Gian Maria Varanini.

## Sedi
Il quartier generale fu dall'inizio a Venezia; dal 1981 è situato in un palazzo del XVII secolo, in Campo San Giacomo dall'Orio, non lontano dall'Archivio di Stato alla Calle del Tintor. La riunione che si svolge ogni anno in autunno si tiene in luoghi diversi. La biblioteca della sede comprende circa 20.000 titoli, di cui 63 del XVI e 218 del XVII secolo, comprendendo un certo numero di riviste.

## Pubblicazioni
Due volte l'anno, la società pubblica la rivista Archivio Veneto, che esce dal 1871. Inoltre la collezione di Monumenti, più dedicata alle fonti. Esso è costituito da tre serie (Documenti, Statuti, Cronache e Diari) e una Nuova serie.
La collezione Miscellanea offre cinque serie. Oltre a questa una serie di opere pubblicate dall'Istituzione stessa.